# Пармонов, Озод Давранович
Озо́д Давра́нович Пармо́нов (узб. Ozod Davranovich Parmonov; род. 15 августа 1950 года; с. Карабаг Камашинского района Кашкадарьинской области Узбекской ССР, СССР) — государственный деятель, хоким (губернатор) Кашкадарьинской области (1995—1998).

## Биография
Родился 15 августа 1950 года в селе Карабаг Камашинского района Кашкадарьинской области Узбекской ССР.
Учился в сельскохозяйственном техникуме, в Московском государственном педагогическом институте, окончил Ташкентский государственный педагогический университет имени Низами. После окончания вуза возглавлял несколько учебных заведений.
Избирался депутатом Олий Мажлиса Республики Узбекистан I созыва (1995—1999) от Китабского избирательного округа № 226, на момент избрания депутатом был хокимом Китабского района Кашкадарьинской области.
29 ноября 1995 года по приказу президента Республики Узбекистан Ислама Каримова назначен на должность хокима Кашкадарьинской области. Он был хокимом Кашкадарьинской области до 3 июня 1998 года.